# .mv
.mv és el domini de primer nivell territorial (ccTLD) de les Maldives. L'administra Dhiraagu Pvt Ltd, una empresa de telecomunicacions.
Com que no hi ha un servei de registre online, ni cerca de whois, i té un cost de manteniment força elevat, el ccTLD l'utilitza sobretot el govern de les Maldives i grans empreses. Les empreses i organitzacions més petites prefereixen dominis genèrics com .com i .net.

## Dominis de segon nivell
- .aero.mv - Aviació
- .biz.mv - Organització empresarial
- .com.mv - Comercial
- .coop.mv - Cooperativa
- .edu.mv - Institucions educatives
- .gov.mv - Govern
- .info.mv - Informació
- .int.mv - Organització internacional
- .mil.mv - Militars
- .museum.mv - Museus
- .name.mv - Personal
- .net.mv - Xarxes
- .org.mv - Organitzacions
- .pro.mv - Professionals